# Lepidium eastwoodiae
Lepidium eastwoodiae là một loài thực vật có hoa trong họ Cải. Loài này được Wooton mô tả khoa học đầu tiên năm 1898.